# サターン・オーラ
サターン・オーラ（Saturn Aura ）はアメリカのゼネラルモーターズ(GM)がサターンブランドで製造・販売している中型セダンである。

## 概要
2005年1月の北米国際オートショーにコンセプトカーとして出品。翌2006年4月のニューヨーク国際オートショーで市販モデルが発表され、同年夏に2007年モデルとして発売が開始された。生産はカンザス州、カンザスシティのフェアファックス工場で行われる。オーラは販売低迷のために2005年限りで打ち切られたサターン・Lシリーズの実質的な後継車種であり、再起を図るサターンブランドにとっても重要なモデルとなるが、2007年の北米カー・オブ・ザ・イヤーを受賞するなど、その評判は上々のようである。
スタイリングはドイツ・リュッセルスハイムにあるオペルのデザインスタジオによって手がけられているが、北米市場向けにサターンが若干の修正を加えている。このためオペル・ベクトラC（フェイスリフト後）とよく似たデザインとなっている。
車台はオペル・ベクトラやシボレー・マリブなどと同じGMイプシロン・プラットフォームを採用する。パワートレーンは、廉価グレードのXEには直列4気筒エコテック2.4L（2008年モデルから追加設定）またはV6 3.5L OHV（VVT付き）エンジンと4速ATが、上位グレードのXRにはV6 3.6L DOHC（VVT付き）エンジンと新開発の6速AT（パドルシフト付き）がそれぞれ搭載される。また、2007年度のロサンゼルスオートショーで発表されたハイブリッドモデルのグリーンラインにはサターン・ヴューと同様、直列4気筒エコテック2.4Lエンジンと4速ATにベルト・オルタネーター・スターター (BAS) 方式のマイルドハイブリッドシステムが組み合わせられる。
安全面では米国運輸省道路交通安全局（NHTSA）により実施されているNCAP（新車アセスメントプログラム）で最高の5つ星の評価を得ている。

## 参考
1. ↑  Safercar.gov - 2007 Saturn Aura NHTSA